# 刘莉 (1951年)
刘莉（1951年11月—），河北饶阳人，汉族，原中华人民共和国国家安全部政治部主任。第十二届全国人大代表、第十三届全国政协委员。

## 生平
毕业于河北大学外语系日语专业。加入中国共产党。2006年7月，担任国家安全部政治部主任、党委委员，副总警监。2013年3月，当选第十二届全国人大代表、内务司法委员会委员。2018年1月，当选第十三届全国政协委员。